# Open de Suède Vårgårda TTT 2017
10. edycja kobiecego, drużynowego wyścigu kolarskiego Open de Suède Vårgårda TTT odbyła się 11 sierpnia 2017 roku w Gminie Vårgårda w Szwecji. Jazdę drużynową na czas wygrał holenderski zespół Boels-Dolmans.
Zawody te zaliczane były do rankingu UCI Women’s World Tour, będącym serią najbardziej prestiżowych zawodów kobiecego kolarstwa. Zorganizowane zostały 2 dni przed wyścigiem indywidualnym kobiet o tej samej nazwie – Open de Suède Vårgårda 2017.

## Wyniki
| M-ce                    | Zespół                             | Czas     |
| ----------------------- | ---------------------------------- | -------- |
| 1                       | Boels-Dolmans                      | 52' 39"  |
| 2                       | Cervélo–Bigla                      | + 13"    |
| 3                       | Canyon–SRAM                        | + 51"    |
| 4                       | Team Sunweb                        | + 1' 23" |
| 5                       | Wiggle High5                       | + 2' 08" |
| 6                       | Team VéloCONCEPT Women             | + 2' 22" |
| 7                       | WM3 Pro Cycling                    | + 2' 26" |
| 8                       | FDJ Nouvelle-Aquitaine Futuroscope | + 2' 33" |
| 9                       | Team Hitec Products                | + 3' 06" |
| 10                      | BTC City Ljubljana                 | + 3' 08" |
| Źródło: ProCyclingStats |                                    |          |